# Slaget vid Loigny–Poupry
Slaget vid Loigny–Poupry var ett slag under tysk-franska kriget den 2 december 1870.
Tyska trupper under befäl av storhertig Fredrik Frans II av Mecklenburg-Schwerin besegrade en fransk armé under befäl av Alfred Chanzy.